# Бринжала, Александр Петрович
Алекса́ндр Петро́вич Бринжа́ла (укр. Олександр Петрович Бринжала; 14 ноября 1974, Ахтырка — 2 марта 2022, возле Киева) — украинский военный лётчик, майор, участник российско-украинской войны. Герой Украины (2 апреля 2022, посмертно).

## Биография
Александр Петрович Бринжала родом из города Ахтырка Сумской области.
Учился в Ахтырской средней школе № 5, которую окончил в 1991 году. После школы окончил Харьковский национальный университет Воздушных Сил имени Ивана Кожедуба.
Служил в 40-й бригаде тактической авиации авиасоединения Воздушного командования «Центр» Воздушных сил Вооруженных сил Украины. Был лётчиком-истребителем самолёта МиГ-29, занимал должность начальника службы безопасности полетов. Участвовал в операциях в зоне АТО и ООС. Обучал курсантов.
В ночь на 2 марта 2022 года пара украинских МиГ-29, один из которых пилотировал Александр Бринжала, вышла на перехват российских истребителей возле Киева. В результате боя майор Бринжала был сбит и не успел катапультироваться.

## Награды
- Звание «Герой Украины» с удостоением ордена «Золотая Звезда» (2 апреля 2022, посмертно) — за личное мужество и героизм, проявленные в защите государственного суверенитета и территориальной целостности Украины, верность военной присяге[3].
- Орден Богдана Хмельницкого III степени (8 марта 2022) — за личное мужество и высокий профессионализм, проявленные в защите государственного суверенитета и территориальной целостности Украины, верность военной присяге[4].

## Память
6 сентября 2022 года решением тринадцатой внеочередной сессии Васильковского городского совета VIII созыва, одна из улиц города Василькова названа в честь Героя Украины лётчика Александра Бринжалы.
8 декабря 2022 года Киевский городской совет переименовал улицу Тешебаева на улицу Александра Бринжалы.
В сентябре 2023 года в селе Раковичи, Житомирщина, открыт мемориал героя.